# Histocidaroidea
De Histocidaroidea zijn een superfamilie van zee-egels uit de orde Cidaroida.

## Families
- Histocidaridae Lambert, 1900
- Psychocidaridae Ikeda, 1936